# Aktív munkaerőpiaci program
Az aktív munkaerőpiaci programok olyan, általában állami finanszírozású szolgáltatások, amelyek a munkanélküliek munkába állásához nyújtanak segítséget.
A hagyományos programok képzést, tanácsadást, a munkáltatónak adott bértámogatást, utazási költségtérítést nyújtanak.
A magyarországi programokat a munkaügyi központok működtetik (esetenként együttműködve civil szervezetekkel és képzési intézményekkel). A kirendeltségek szakmai munkáját felügyelő Nemzetgazdasági Minisztérium szakfőosztálya (korábban önálló intézmény: Országos Munkaügyi Központ, később Nemzeti Munkaügyi Hivatal néven) rendszeresen közzéteszi a főbb programok eredménymutatóit. A mutatók a programokból kilépők elhelyezkedési arányát mérik. Ennek alapján a vállalkozóvá válási támogatás a legeredményesebb (kb 90% munkába áll), ezt követi a bértámogatási program (60-70%) és a képzések (40-50%). A munkaügyi központok által szervezett csoportos képzések általában kevésbé eredményesek, mint az álláskeresők által választott képzések. Ezek a mutatók felső becslést adnak a programok hatására. A tényleges programhatást a kiszorítási, holtteher- és helyettesítési hatások, és a szelekció is csökkenthetik.